# Grandchamp, Yonne
Grandchamp är en kommun i departementet Yonne i regionen Bourgogne-Franche-Comté i norra Frankrike. Kommunen ligger i kantonen Charny som tillhör arrondissementet Auxerre. År 2018 hade Grandchamp 348 invånare.

## Befolkningsutveckling
Antalet invånare i kommunen Grandchamp
| Referens: INSEE |